# Selección sub-22 de la J. League
La Selección sub-22 de la J. League (Jリーグ・アンダー22選抜 J Rīgu Andā 22 Senbatsu?) fue un club de fútbol de Japón creado por la Asociación de Fútbol de Japón con el fin de preparar a los posibles seleccionados menores de 22 años (principalmente de equipos de la J1 League y J2 League) para representar a Japón en los Juegos Olímpicos de Río de Janeiro 2016.
El equipo participó en la J3 League durante las temporadas temporada 2014 y 2015.

## Uniforme
- Uniforme titular: Camiseta blanca, pantalón blanco, medias blancas.
- Uniforme alternativo: Camiseta roja, pantalón rojo, medias rojas.

El color blanco reflejaba el “gran potencial de los futbolistas que serán el futuro del fútbol japonés”, mientras que el rojo se utilizaba por ser uno de los colores del logotipo de la J. League.
| Titular | Alternativo | Arquero (titular) | Arquero (alternativo) |

## Jugadores

### Temporada 2014
Ryota Tanabe, Yuji Takahashi, Kazuki Mine, Yusuke Goto, Shuto Kono, Kazuki Sato, Naoya Fuji, Satoru Kashiwase, Andrew Kumagai, Takaaki Kinoshita, Ken Tajiri, Takaya Osanai, Sho Sato, Shohei Yokoyama, Riki Harakawa, Keita Fujimura, Yukitoshi Ito, Takaharu Nishino, Shinya Yajima, Ryota Suzuki, Musashi Suzuki, Ryuta Miyauchi, Haruya Ide, Shuhei Kawata, Sho Kagami, Tsubasa Suzuki, Ryōsuke Maeda, Ayumi Niekawa, Daiki Kogure, Shogo Nakahara, Yuto Nagasaka, Naoki Kawaguchi, Yu Kimura, Gakuto Notsuda, Ryo Matsumura, Tatsuya Wada, Shuto Hira, Kazuki Kozuka, Hideyuki Nozawa, Takuya Kida, Yuta Toyokawa, Tsubasa Nihei, Hideki Ishige, Taishin Morikawa, Hiroki Akino, Yusuke Kobayashi, Naomichi Ueda, Tomoki Wada, Hiroto Nakagawa, Kengo Nagai, Kyohei Yoshino, Takuma Asano, Genki Yamada, Reo Mochizuki, Kenichi Tanimura, Shunta Awaka, Nikki Havenaar, Kosuke Nakamura, Genta Miura, Toru Takagiwa, Yuto Mori, Tomoya Koyamatsu, Yuto Uchida, Shota Kaneko, Masatoshi Ishida, Yuki Uchiyama, Keisuke Oyama, Ryōsuke Tamura, Haruki Umemura, Tsuyoshi Miyaichi, Keita Ishii, Go Iwase, Naoki Ogawa, Koya Yuruki, Hiroyuki Mae, Yosei Otsu, Daiki Yagishita, Fumitaka Kitatani, Shinnosuke Hatanaka, Hayao Kawabe, Yuto Koizumi, Naoki Otani, Eiji Shirai, Shuhei Kamimura, Shota Fukuoka, Ado Onaiwu, Yuya Mitsunaga, Taro Sugimoto, Tasuku Hiraoka, Soya Takahashi, Ryota Aoki, Yohei Takaoka, Goson Sakai, Kazuya Miyahara, Shinnosuke Nakatani, Kenshin Yoshimaru, Yosuke Ideguchi, Koki Sugimori.

### Temporada 2015
Ryota Oshima, Masatoshi Kushibiki, Ken Matsubara, Ryota Tanabe, Kazuki Mine, Ryōsuke Yamanaka, Shuto Kono, Taisuke Mizuno, Kazuki Sato, Takumi Kiyomoto, Takaaki Kinoshita, Ken Tajiri, Takaya Osanai, Daichi Sugimoto, Sho Sato, Shota Sakaki, Kento Hashimoto, Keita Fujimura, Yukitoshi Ito, Takaharu Nishino, Takayuki Mae, Tatsuki Nara, Musashi Suzuki, Sho Kagami, Ryōsuke Maeda, Ayumi Niekawa, Daiki Kogure, Shogo Nakahara, Yuto Nagasaka, Naoki Kawaguchi, Gakuto Notsuda, Takuya Iwanami, Tatsuya Wada, Daichi Akiyama, Hideyuki Nozawa, Takuya Kida, Shoya Nakajima, Yuta Toyokawa, Hideki Ishige, Hiroki Akino, Naomichi Ueda, Hiroto Nakagawa, Takuma Asano, Naoki Maeda, Junki Endo, Genki Yamada, Reo Mochizuki, Genta Miura, Toru Takagiwa, Kei Koizumi, Yuto Mori, Shota Kaneko, Masatoshi Ishida, Keisuke Oyama, Ryōsuke Tamura, Tsuyoshi Miyaichi, Keita Ishii, Yosuke Tashiro, Koya Yuruki, Hiroyuki Mae, Yosei Otsu, Daiki Yagishita, Fumitaka Kitatani, Shinnosuke Hatanaka, Naoki Otani, Eiji Shirai, Tasuku Hiraoka, Soya Takahashi, Yohei Takaoka, Goson Sakai, Kazuya Miyahara, Shinnosuke Nakatani, Kenshin Yoshimaru, Ryuolivier Iwamoto, Masaya Okugawa, Takuma Mizutani, Yuma Suzuki, Takaya Inui, Natsuki Mugikura, Koki Oshima, Ryōsuke Shindō, Taiga Maekawa, Kota Miyamoto, Ryoma Ishida, Masaki Sakamoto, So Hirao, Kazuma Takayama, Koya Kitagawa, Yuki Onishi, Daichi Kamada, Yosuke Ideguchi, Rikiya Uehara, Ko Matsubara, Masato Kojima, Kensei Nakashima, Rikiya Motegi, Shunsuke Motegi, Takuma Nishimura, Ryoya Ogawa, Hisashi Ohashi, Shota Saito, Daisuke Sakai, Ko Itakura, Itsuki Urata, Yuta Nakayama, Koji Miyoshi, Koki Sugimori, Takahiro Kunimoto.

## Entrenador
- 2014-2015; Tsutomu Takahata

## Récords del club
| Año  | Liga      | Pos. | PJ | G | E | P  | GF | GC | DG  | Puntos | Entrenador       |
| ---- | --------- | ---- | -- | - | - | -- | -- | -- | --- | ------ | ---------------- |
| 2014 | J3 League | 10   | 33 | 9 | 6 | 18 | 37 | 63 | −26 | 33     | Tsutomu Takahata |
| 2015 | J3 League | 12   | 36 | 7 | 7 | 22 | 28 | 71 | −43 | 28     | Tsutomu Takahata |